# 19歳の唄
「19歳の唄」は、日本のシンガーソングライター・阿部真央の5枚目のシングル。2010年11月3日にポニーキャニオンから発売された。

## 概要
表題曲の「19歳の唄」は阿部が19歳の時に作った曲で、デビューして間もない頃の不安な気持ちを男性目線の歌詞に乗せたロックナンバーとなっている。レコーディングは20歳の時に行われた
。
前作まで収録されていた表題曲のインストゥルメンタルは、本作では未収録となった。
このシングルの発売日に、2度目の全国ツアー「阿部真央らいぶNo.2」が行われた。

## 収録曲
| 全作詞・作曲: 阿部真央。 |                |          |            |          |
| #                        | タイトル       | 作詞     | 作曲・編曲 | 編曲家   |
| 1.                       | 「19歳の唄」   | 阿部真央 | 阿部真央   | 根岸孝旨 |
| 2.                       | 「逢いに行く」 | 阿部真央 | 阿部真央   | 小森雄壱 |
| 3.                       | 「morning」    | 阿部真央 | 阿部真央   | 阿部真央 |